# Bericht (Journalismus)
Ein Bericht ist eine längere journalistische Darstellungsform auf der  Basis einer Nachricht. Wie diese schildert er  einen Sachverhalt oder eine Handlung, ohne Wertungen des Autors zu enthalten. Im Gegensatz zur Nachricht stellt der Bericht das Geschehen im Zusammenhang dar. Er informiert detailliert und anschaulich und kann Hintergrund, Vorgeschichte und längere Zitate enthalten. Im Journalismus ist der Bericht eine verbreitete informationsorientierte Form.

## Aufbau
Damit der journalistische Bericht seinem Ziel, über einen Sachverhalt oder ein Ereignis zu informieren, gerecht wird, müssen die so genannten „W-Fragen“ beantwortet werden:
- Wer? Max Mustermann
- Wo? Musterstadt
- Wann? um 14 Uhr
- Was? Autounfall
- Wie? durch Glatteis
- Warum? durch Unaufmerksamkeit
- Welche Quelle / woher stammt die Information?
- Welche Folgen? Sachschaden, Verletzte

Der Bericht beginnt in der Regel in der Gegenwart. Im Verlauf des Berichts wird die Vorgeschichte erklärt. Die Zeitform des Berichts ist das Präteritum (Imperfekt).
Grundsätzlich folgt der Bericht dem Prinzip der umgekehrten Pyramide, kann aber auch teilweise chronologisch aufgebaut sein. Bei Berichten, die sich Methoden des Storytellings bedienen, ist auch ein dramaturgischer Aufbau möglich.

## Arten

### Tatsachenbericht
Tatsachenberichte („fact story“) geben die Fakten und ihre Zusammenhänge wieder. Am Anfang des Berichts steht hier die zentrale Tatsache.

### Handlungsbericht
Handlungsberichte („action story“) geben den Ablauf der Ereignisse wieder. Sie sind nicht chronologisch aufgebaut: Am Anfang des Berichts steht der Endpunkt oder das Ergebnis dieser Ereignisse.

### Zitatenbericht
Zitatenberichte („quote story“) geben Auszüge aus Reden, Diskussionen oder Interviews wieder. Auch hier stehen die zentralen Aussagen am Anfang des Berichts.

### Live-Bericht
Im Fernsehen und Hörfunk ist der Live-Bericht die häufigste Form des Berichts. Dabei wird von einem Ereignis ohne Zeitverzögerung berichtet, während es geschieht. Verwandt ist der Live-Bericht mit dem Newsticker oder auch Live-Ticker im Online-Journalismus, auch wenn bei diesem eine zumindest minimale Zeitspanne zwischen Ereignis und Bericht vergeht. Dieser berichtet in sehr kurzen, meistens nur einen Satz umfassenden Meldungen von einem wichtigen Ereignis und wird am häufigsten im Sportjournalismus verwendet.

### Abgrenzung zu Reportage und Feature
Im Unterschied zum Bericht beschreibt die Reportage aktuelle Ereignisse aus Sicht eines anwesenden Journalisten (Reporter oder Korrespondenten). Die Reportage ist laut Michael Haller (Medienwissenschaftler) eine relativ alte literarische Gattung. Als journalistische Form wurde sie mit dem aufkommenden modernen Journalismus gegen Ende des 19. Jahrhunderts populär.
Der Journalist hat in dieser Darstellungsform die Aufgabe, seine Beobachtungen vor Ort zu beschreiben. Explizite Meinungsäußerungen und Stellungnahmen des Journalisten sind bei informationsorientierten Darstellungsformen grundsätzlich nicht üblich. Stattdessen werden wörtliche Zitate der Akteure wiedergegeben. Die Struktur der Reportage folgt einer Erzähldramaturgie, anders als der Bericht, der den Pyramidenaufbau verwendet.
Näher an dokumentarischen Formen wie dem Bericht ist das Feature, ein Genre, bei dem ein bestimmter Themenkomplex anhand eines beispielhaften Ereignisses angesprochen wird. Besonders häufig sind Features zu gesellschaftlich oder emotional interessanten Themen wie Armut, Katastrophen, Krankheiten etc. Features gibt es in allen Medien.
Enthält ein Bericht Feature-Elemente wie Zitate oder einen szenischen Einstieg, spricht man von einem „angefietscherten“ Bericht.

### Korrespondentenbericht (Hintergrundbericht)
Korrespondentenberichte (background report) sind ein verbreitetes Genre, um eine aktuelle Nachricht in ihren Kontext zu stellen und für den Leser, Hörer oder Zuschauer verständlich zu machen. Sie sind vor allem in den Printmedien zu finden, aber auch beim Rundfunk verbreitet.
Der Hintergrundbericht hat folgende Elemente:
- Geschichte des Ereignisses oder des Themenkomplexes, in dem das Ereignis stattfand
- Daten, Statistiken und wichtige Dokumente
- neutrale Analysen des schreibenden Journalisten
- Zitate von beteiligten Personen, Experten und anderen Journalisten

Insofern ist der Hintergrundbericht mit dem Kommentar verwandt, im Gegensatz zu diesem zieht er jedoch keine Schlussfolgerungen und verfolgt nicht die Absicht, eine Meinung zu verbreiten, er ist also so neutral wie möglich gehalten. Wird eine Vorhersage für die Zukunft gemacht, so hält sich der Hintergrundbericht strikt an seine Quellen, besonders an die Zitate von Experten. Deswegen wird er im Gegensatz zum Kommentar auch nicht zum Meinungsjournalismus gezählt.
Typisch für Hintergrundberichte ist eine große Quellenvielfalt. Sie werden oft mit Interviews, Chroniken, Statistiken und Analysen belegt bzw. ergänzt.